# Paulo Henrique Souza de Oliveira
Paulo Henrique Souza de Oliveira, detto Paulo Henrique (Macaé, 5 gennaio 1943), è un ex calciatore brasiliano, di ruolo difensore.

## Caratteristiche tecniche
Giocava come difensore, ricoprendo il ruolo di terzino sinistro.

## Carriera

### Club
Crebbe nel Flamengo, nella cui prima squadra debuttò nel 1960, giocando una sola partita in quell'anno. Mentre nel 1961 non raccolse presenze, tornò a far parte della squadra dei titolari l'anno successivo: dal 1964 fu impiegato con regolarità, non scendendo mai sotto le quaranta partite a stagione (che comprendeva vari tornei, data la mancanza di un campionato su scala nazionale). Partecipò al primo campionato brasiliano del Flamengo, il 1971, scendendo in campo per quindici volte. Passato brevemente ai rivali cittadini del Botafogo, tornò alla società di partenza nel 1972, non partecipando però al campionato nazionale bensì a quello statale, che il Flamengo vinse, giocando undici incontri. Ha poi chiuso la carriera con l'Avaí, nel 1973, dopo la vittoria del titolo Catarinense.

### Nazionale
Fu chiamato in Nazionale nel 1966 da Vicente Feola, che creò una lista di quarantasette possibili convocati per Inghilterra 1966, da selezionare tramite una serie di amichevoli. Esordì con la maglia del Brasile il 4 giugno 1966 a San Paolo del Brasile contro il Perù, partendo titolare e giocando tutta la partita; partecipò in seguito all'amichevole con la Polonia e alla doppia sfida con la Cecoslovacchia, e chiudendo il ciclo di partite di preparazione il 5 giugno contro la Scozia. Una volta incluso nella lista nei ventidue, giocò due partite al Mondiale, contro Bulgaria (12 luglio) e Ungheria (15 luglio), disputando in entrambi i casi ogni minuto. Il 19 settembre 1967 chiuse la carriera internazionale giocando a Santiago contro il Cile.

## Palmarès

### Club

#### Competizioni nazionali
- Torneo Rio-San Paolo: 1

Flamengo: 1961
- Campionato Carioca: 3

Flamengo: 1963, 1965, 1972
- Taça Guanabara: 1

Flamengo: 1970
- Campionato Catarinense: 1

Avaí: 1973